# Harry Deinert
Harry Deinert (* 2. Juni 1946 in Tröbitz) ist ein ehemaliger deutscher Badmintonspieler.

## Karriere
In seinem Geburtsort erlernte Harry Deinert das Badmintonspiel beim dortigen Verein Aktivist Tröbitz. Er gewann als Nachwuchsspieler einen Titel im Einzel, den FDJ-Pokal mit der Mannschaft und eine Silbermedaille mit seinem langjährigen Doppelpartner Hubert Höhne.
In der Saison 1966/1967 stieg er als 20-jähriger Junior in das Oberligateam von Aktivist Tröbitz ein und trug zum Gewinn des DDR-Meistertitels 1967, 1969 und 1971 bei. Danach hatte er es schwer, sich gegen die nachwachsende Tröbitzer Badmintongeneration um Roland Riese und Klaus Skobowsky durchzusetzen, so dass er in den 1970er Jahren nur noch zu Einsätzen in der DDR-Liga kam. Bis zu seinem beruflich bedingten Umzug Anfang des neuen Jahrtausends blieb er dem Tröbitzer Verein und den Badmintonsport jedoch treu.
Harry Deinert lebt heute in Siegsdorf in Bayern.

## Sportliche Erfolge
| Saison    | Veranstaltung                           | Disziplin    | Platz | Sieger |
| --------- | --------------------------------------- | ------------ | ----- | --- |
| 1961/1962 | DDR-Bestenermittlung AK 12/13           | Herreneinzel | 1     | Harry Deinert (Aktivist Tröbitz) |
| 1962/1963 | DDR-Mannschaftspokal Jugend (FDJ-Pokal) | Mannschaft   | 1     | Aktivist Tröbitz (Jürgen Bommel, Siegfried Kirmse, Harry Deinert, Heidrun Hapke, Klaus-Peter Färber, Gerd Wendt, Gerlinde Krusche)                                                                                   |
| 1966/1967 | DDR-Mannschaftsmeisterschaft            | Mannschaft   | 1     | Aktivist Tröbitz (Gottfried Seemann, Joachim Schimpke, Erich Wilde, Klaus-Peter Färber, Klaus Katzor, Harry Deinert, Helfried Wunderlich, Gerhard Dietze, Ruth Mertzig, Rita Gerschner, Annemarie Fritzsche)         |
| 1968/1969 | DDR-Mannschaftsmeisterschaft            | Mannschaft   | 1     | Aktivist Tröbitz (Gottfried Seemann, Joachim Schimpke, Erich Wilde, Klaus-Peter Färber, Klaus Katzor, Roland Riese, Harry Deinert, Ruth Mertzig, Rita Gerschner, Annemarie Seemann, Angelika Seifert, Monika Thiere) |
| 1970/1971 | DDR-Mannschaftsmeisterschaft            | Mannschaft   | 1     | Aktivist Tröbitz (Gottfried Seemann, Werner Michael, Joachim Schimpke, Erich Wilde, Harry Deinert, Klaus-Peter Färber, Roland Riese, Klaus Katzor, Angelika Seifert, Monika Thiere, Rita Gerschner)                  |
| 1961/1962 | DDR-Bestenermittlung AK 12/13           | Herrendoppel | 2     | Hubert Höhne / Harry Deinert (Aktivist Tröbitz) |
| 1962/1963 | DDR-Mannschaftsmeisterschaft Jugend     | Mannschaft   | 3     | Aktivist Tröbitz (Jürgen Bommel, Klaus-Peter Färber, Gerd Wendt, Siegfried Kirmse, Harry Deinert, Heidrun Hapke, Gerlinde Krusche)                                                                                   |